# Ыджыдъёль (приток Нибели)
Ыджыдъёль — река в России, протекает по Сосногорскому району Республики Коми. Устье реки находится в 93 км от устья Нибеля по правому берегу. Длина реки составляет 17 км.
Исток реки — в болотах в 10 км к северо-востоку от посёлка Дорожный. Река течёт на северо-запад, всё течение проходит по ненаселённому заболоченному таёжному лесу. Впадает в Нибель в урочище Олька-Керкадор.

## Данные водного реестра
По данным государственного водного реестра России, относится к Двинско-Печорскому бассейновому округу, водохозяйственный участок реки — Печора от истока до водомерного поста у посёлка Шердино, речной подбассейн реки — Бассейны притоков Печоры до впадения Усы. Речной бассейн реки — Печора.
Код объекта в государственном водном реестре — 03050100112103000060658.